# Agraeus
Agraeus is een geslacht van kevers uit de familie  
kniptorren (Elateridae).
Het geslacht is voor het eerst wetenschappelijk beschreven in 1857 door Candèze.

## Soorten
Het geslacht omvat de volgende soorten:
- Agraeus bhasini Fleutiaux, 1932
- Agraeus delicatus (Dolin in Dolin, Panfilov, Ponomarenko & Pritykina, 1980)
- Agraeus excavatus Fleutiaux, 1918
- Agraeus falsus Fleutiaux, 1927
- Agraeus feai Fleutiaux, 1935
- Agraeus mannerheimii Candèze, 1857
- Agraeus monstrosum (Pic, 1928)
- Agraeus ponomarenkoi (Dolin in Dolin, Panfilov, Ponomarenko & Pritykina, 1980)